# Autores da Bíblia
A Bíblia varia no número de livros. Os Cristãos protestantes aceitam 66 livros, 7 a menos que os Cristãos Católicos. As várias versões e traduções da Bíblia, diferem, por isso são apresentadas aqui a teoria tradicional e moderna dos possíveis autores dos livros da Bíblia.

## Tabela

### Antigo Testamento
Esta tabela segue o Cânon da Igreja Ortodoxa Grega como especificado no Sínodo de Jerusalém (1672). Os vários cânons Cristãos - o Católico, o Protestante e o Ortodoxo, diferem significativamente, mas os livros aceitos como Bíblicos, estão apresentados na ordem em que aparecem.
| Livro        | Autor de acordo com a teoria tradicional | Autor de acordo com algumas escolas modernas |
| ------------ | --- | --- |
| Gênesis      | Moisés: Alguns poucos autores, notadamente Josefo e Fílon, crêem que Moisés escreveu toda a Torá, incluindo a parte que relata sua própria morte; depois, o Talmude achou que essa seção fora escrita por outra pessoa. A problemática do Gênesis, está no fato de que Moisés não teve visões, e isso dá margem a teorias alternativas, expressas na Torá Oral e no midrashim. | Hipótese documental: Vários editores combinaram originalmente e independentemente vários documentos. Hipótese suplementária: Vários autores anônimos fizeram adições (suplementos) à base do texto. Hipótese fragmentária: Um só autor compilou múltiplos documentos e relatos orais.     |
| Êxodo        | Moisés: Alguns poucos autores, notadamente Josefo e Fílon, crêem que Moisés escreveu toda a Torá, incluindo a parte que relata sua própria morte; depois, o Talmude achou que essa seção fora escrita por outra pessoa. A problemática do Gênesis, está no fato de que Moisés não teve visões, e isso dá margem a teorias alternativas, expressas na Torá Oral e no midrashim. | Hipótese documental: Vários editores combinaram originalmente e independentemente vários documentos. Hipótese suplementária: Vários autores anônimos fizeram adições (suplementos) à base do texto. Hipótese fragmentária: Um só autor compilou múltiplos documentos e relatos orais.     |
| Levítico     | Moisés: Alguns poucos autores, notadamente Josefo e Fílon, crêem que Moisés escreveu toda a Torá, incluindo a parte que relata sua própria morte; depois, o Talmude achou que essa seção fora escrita por outra pessoa. A problemática do Gênesis, está no fato de que Moisés não teve visões, e isso dá margem a teorias alternativas, expressas na Torá Oral e no midrashim. | Hipótese documental: Vários editores combinaram originalmente e independentemente vários documentos. Hipótese suplementária: Vários autores anônimos fizeram adições (suplementos) à base do texto. Hipótese fragmentária: Um só autor compilou múltiplos documentos e relatos orais.     |
| Números      | Moisés: Alguns poucos autores, notadamente Josefo e Fílon, crêem que Moisés escreveu toda a Torá, incluindo a parte que relata sua própria morte; depois, o Talmude achou que essa seção fora escrita por outra pessoa. A problemática do Gênesis, está no fato de que Moisés não teve visões, e isso dá margem a teorias alternativas, expressas na Torá Oral e no midrashim. | Hipótese documental: Vários editores combinaram originalmente e independentemente vários documentos. Hipótese suplementária: Vários autores anônimos fizeram adições (suplementos) à base do texto. Hipótese fragmentária: Um só autor compilou múltiplos documentos e relatos orais.     |
| Deuteronômio | Moisés: Alguns poucos autores, notadamente Josefo e Fílon, crêem que Moisés escreveu toda a Torá, incluindo a parte que relata sua própria morte; depois, o Talmude achou que essa seção fora escrita por outra pessoa. A problemática do Gênesis, está no fato de que Moisés não teve visões, e isso dá margem a teorias alternativas, expressas na Torá Oral e no midrashim. | Hipótese documental: Vários editores combinaram originalmente e independentemente vários documentos. Hipótese suplementária: Vários autores anônimos fizeram adições (suplementos) à base do texto. Hipótese fragmentária: Um só autor compilou múltiplos documentos e relatos orais.     |
| Josué        | Josué com porções escritas por Finéias ou Eleazar | Deuteronomista usando materias das fontes Javista e Eloísta |
| Juízes       | Samuel | Deuteronomista |
| I Samuel     | Samuel, Gade, e Natã | Deuteronomista ou uma combinação das fontes de Jerusalém, os documentos do Santuário, e do reinado, além de material de vários editores, que combinaram todas essas fontes |
| II Samuel    | Samuel, Gade, e Natã | Deuteronomista ou uma combinação das fontes de Jerusalém, os documentos do Santuário, e do reinado, além de material de vários editores, que combinaram todas essas fontes |
| I Reis       | Jeremias | Deuteronomista |
| II Reis      | Jeremias | Deuteronomista |
| I Crônicas   | Esdras | O Cronista, escrevendo entre 450 e 435 a.C., depois do Cativeiro Babilônico |
| II Crônicas  | Esdras | O Cronista, escrevendo entre 450 e 435 a.C., depois do Cativeiro Babilônico |
| Esdras       | Esdras | O Cronista, escrevendo entre 450 e 435 a.C., depois do Cativeiro Babilônico |
| Neemias      | Neemias Usando alguns materiais de Esdras | O Cronista, escrevendo entre 450 e 435 a.C., depois do Cativeiro Babilônico |
| Tobias       | Desconhecido | Um escritor no segundo século a.C. |
| Judite       | Eliaquim, O participante da história | Desconhecido |
| Ester        | A Grande Assembléia, usando material de Mordecai | Um autor desconhecido, escrevendo entre 460 e 331 a.C. |
| I Macabeus   | Um Judeu devoto da Terra Santa | Um autor Judeu desconhecido, escrevendo por volta de 100 a.C. |
| II Macabeus  | Baseado nos escritos de Jasão de Cirene | Um autor desconhecido, escrevendo no segundo ou primeiro séculos a.C. |
| III Macabeus | Desconhecido | Um Judeu de Alexandria, escrevendo em Grego, no primeiro século a.C. ou primeiro século d.C. |
| IV Macabeus  | Josefo | Um Judeu de Alexandria, no primeiro século a.C. ou primeiro século d.C. |
| Jó           | Desconhecido. Possivelmente Jó, Moisés, Salomão, ou Eliú | Um escritor no quarto século a.C. |
| Salmos       | David, Asafe, Os filhos de Corá, Moisés, Hemã, Etã e Salomão | Vários autores lembrando a tradição oral. Porções entre 1000 a.C. a 200 d.C. |
| Provérbios   | Salomão, Agur, Lemuel e outros homens sábios. | Um editor compilando os vários ensinamentos depois do reinado de Salomão |
| Eclesiastes  | Salomão | Um poeta hebreu do terceiro ou segundo séculos a.C. usando a vida de Salomão e sua sabedoria como uma referência para os judeus, ou um autor desconhecido do período helenista de duas velhas tradições orais (Ecl 1:1-6:9 atribuído a Salomão, Ecl 6:10-12:8 completamente desconhecido) |
| Cantares     | Salomão | Um poeta anônimo |
| Rute         | Samuel | Um autor escrevendo após o reinado de David |
| Sabedoria    | Salomão | Um judeu de Alexandria, escrevendo durante o período Helenista |
| Sirach       | Ben Sira | Ben Sira |
| Isaías       | Isaías | Três diferentes autores, em um extenso processo de edição. Is 1-39 "Isaías histórico", com múltiplos níveis de edição. Is 40-55 escrito durante o exílio e Is 56-66 durante o pós-exílio                                                                                                  |
| Lamentações  | Jeremias | Os lamentos da cidade eram um gênero muito usado na antiga Mesopotâmia, sendo conhecidas por todos |
| Jeremias     | Jeremias | Um Judeu do período Helenista, vivendo em Alexandria |
| Baruque      | Baruch ben Neriah | Um autor vivendo durante, ou imediatamente após o período dos Macabeus |
| Ezequiel     | Ezequiel | Vários, com atribuições a Ezequiel |
| Daniel       | Daniel | Um editor na metade do quarto século a.C. |
| Oseias       | Oseias | Desconhecido |
| Joel         | Joel | Desconhecido |
| Amós         | Amós | Desconhecido |
| Obadias      | Obadias | Escrito como uma história de viajante |
| Jonas        | Jonas | Um autor escrevendo durante o pós-exílico (depois de 530 a.C.), usando o nome de um profeta do oitavo século |
| Miqueias     | Miqueias | Os primeiros três capítulos foram escritos por Micah, e o restante por um escritor posterior |
| Naum         | Naum | Duvidável |
| Habacuque    | Habacuque | Um autor desconhecido por volta de 650 d.C. |
| Sofonias     | Sofonias | Possivelmente um escritor depois do período indicado no texto |
| Ageu         | Ageu | Vários autores Judeus |
| Zacarias     | Zacarias | Zacarias (caps. 1-8); o restante foi possivelmente escrito por discípulos de Zacarias |
| Malaquias    | Malaquias ou Esdras | Possivelmente o autor do restante de Zacarias |

### Novo Testamento
| Livro              | Autor de acordo com a teoria tradicional             | Autor de acordo com escolas modernas                                                              |
| ------------------ | ---------------------------------------------------- | ------------------------------------------------------------------------------------------------- |
| Mateus             | Mateus                                               | Um autor anônimo                                                                                  |
| Marcos             | Marcos                                               | Um autor anônimo                                                                                  |
| Lucas              | Lucas                                                | Um autor anônimo                                                                                  |
| João               | João                                                 | Um autor anônimo                                                                                  |
| Atos dos Apóstolos | Lucas                                                | O autor de Lucas                                                                                  |
| Romanos            | Paulo de Tarso                                       | Paulo de Tarso                                                                                    |
| I Coríntios        | Paulo de Tarso                                       | Paulo de Tarso                                                                                    |
| II Coríntios       | Paulo de Tarso                                       | Paulo de Tarso                                                                                    |
| Gálatas            | Paulo de Tarso                                       | Paulo de Tarso                                                                                    |
| Efésios            | Paulo de Tarso                                       | Escrita póstuma a Paulo por outro autor                                                           |
| Filipenses         | Paulo de Tarso                                       | Paulo de Tarso                                                                                    |
| Colossenses        | Paulo de Tarso                                       | Paulo com coautoria de Timóteo                                                                    |
| I Tessalonicenses  | Paulo de Tarso                                       | Paulo de Tarso                                                                                    |
| II Tessalonicenses | Paulo de Tarso                                       | Um discípulo ou conhecido de Paulo.                                                               |
| I Timóteo          | Paulo de Tarso                                       | Autor desconhecido                                                                                |
| II Timóteo         | Paulo de Tarso                                       | Mesmo autor de I Timóteo                                                                          |
| Tito               | Paulo de Tarso                                       | Mesmo autor de I Timóteo                                                                          |
| Filemon            | Paulo de Tarso                                       | Paulo de Tarso                                                                                    |
| Hebreus            | Paulo de Tarso ou Lucas, Clemente de Roma ou Barnabé | Um autor desconhecido, mas certamente não foi Paulo                                               |
| Tiago              | Tiago, o Justo                                       | Um escritor do primeiro século, depois da morte de Tiago, o Justo                                 |
| I Pedro            | Pedro                                                | Um autor, talvez Silas, escrevendo em grego                                                       |
| II Pedro           | Pedro                                                | Certamente não foi Pedro                                                                          |
| I João             | João                                                 | Autores desconhecidos, possivelmente integrantes de uma comunidade joanina [en]                   |
| II João            | João                                                 | Autores desconhecidos, possivelmente integrantes de uma comunidade joanina [en]                   |
| III João           | João                                                 | Autores desconhecidos, possivelmente integrantes de uma comunidade joanina [en]                   |
| Epístola de Judas  | Judas, o apóstolo, ou Judas, irmão de Jesus          | O pseudônimo de um escritor, entre o fim do primeiro século e o primeiro quarto do segundo século |
| Apocalipse         | João, o apóstolo                                     | Autor desconhecido, ao final do governo do imperador Domiciano (c. 81–96 a.C.)                    |